# 联合利华
聯合利華（英語：Unilever）是一家英國的跨國消費品公司，由荷蘭聯合麥淇淋公司和英國利華兄弟公司合併而成，總部設在荷蘭鹿特丹和英國倫敦。 其產品包括食品、飲料、清潔劑和個人護理產品。按2012年收入計算，僅次於寶僑和雀巢，是世界第三大消費品公司。
聯合利華是世界上最大的塗抹食品生產商，如人造奶油。作為最古老的跨國公司之一，其產品約銷售於190個國家和地區。
聯合利華自從成立以來到2020年，以英國及荷蘭注冊的兩家公司作為集團的雙重總公司，這兩家公司分別是英國注冊的聯合利華公眾有限公司（英語：Unilever plc），及荷蘭注冊的聯合利華有限公司（荷蘭語：Unilever N.V.）。由2020年11月30日开始，聯合利華将结束英国荷兰双总部的公司结构，新的聯合利華全球总部将設於伦敦，食品和饮料部门的总部仍将保留在鹿特丹，家庭护理和美容及个人护理部门总部在英国。

## 歷史
荷蘭聯合麥淇淋公司（Margarine Unie）的歷史最早可以追溯到1872年，安東·約更斯在荷蘭奥斯創辦了世界上第一家人造奶油工廠。1888年，約更斯的奧斯同鄉三繆爾·凡·登·博格在克莱韦創辦了另一家麥淇淋工廠。兩家公司後來在1927年合并成爲聯合麥淇淋。
英國利華兄弟公司（Lever Brothers）在1885年由威廉·海斯科斯·利華與詹姆士·達西·利華（James Darcy Lever）兄弟創辦，最早生產肥皂，後來逐漸收購各種食品與日用化學品生意。
1929年，英國利華兄弟公司與荷蘭聯合麥淇淋公司簽訂協議，合并組建聯合利華（Unilever）公司。
1932年，利華兄弟肥皂公司在上海成立英商中国肥皂有限公司肥皂廠。1986年，聯合利華在原址設立合資企業「上海利華有限公司」。
1984年，聯合利華與臺灣最大洗衣粉製造商國聯工業展開合作關係，聯合利華取得國聯工業51%股權，但國聯工業並未更名，原因在於聯合利華重視「白蘭洗衣粉」品牌形象和國聯工業的業務行銷管道；國聯工業創辦人兼總經理洪老典被國聯工業董事會免職，被迫離開這個自己一手拉拔大的公司。1992年，國聯工業於新竹縣新豐鄉設置新豐工廠。1997年，聯合利華擁有國聯工業股權高達99%，國聯工業更名為「聯合利華股份有限公司」。
2009年9月25日，聯合利華以12.75億歐元（18.8億美元）收購莎莉公司的全球身體保養與歐洲清潔劑事業，莎莉公司擁有和Radox等品牌。对莎莉公司的收购于2010年12月6日完成。
2010年9月27日，聯合利華將以37億美元現金收購美髮品牌的製造商雅碧濤，雅碧濤擁有彩絲美、耐克斯、Alberto VO5、Simple等多種品牌。交易完成後，聯合利華將成為全球最大護髮產品公司，第二大洗髮水、第三大髮型造型產品公司。
2013年，聯合利華斥資新台幣上億元升級與更新新竹新豐工廠之設備。
2013年1月，聯合利華同意将Skippy花生醬品牌及其在美国阿肯色州小石城和中国山东潍坊的相关制造厂出售给荷美爾食品公司，价格为7亿美元现金。
2014年3月11日，聯合利華收購世界上第一台飲水機專用淨水器生產商浙江沁園集團55%股份。
2014年12月2日，聯合利華宣布收購美國銷量最高義式冰淇淋品牌Talenti。
2015年3月2日，聯合利華同意收購英國護膚品製造商REN Skincare，以加強其高端個人護理用品系列。
2015年5月9日，聯合利華同意收購獨立高端護膚品品牌Kate Somerville，以補強其高端個人護理業務。

黑色代表就业数字在欧洲，浅灰色代表美洲，深灰色代表亚洲、非洲和中东。从2000年到2008年联合利华减少41%在全球性劳工数字，从295,000到174,000。注：欧洲数字从2000到2003代表西欧、中欧、东欧;从2004开始，黑色数字代表西欧。从2004至2008，亚洲、非洲和中东的数字包括了东欧和中欧。
（来源：单杆年终报告2004年－2008年）

2016年7月，聯合利華以10億美元收購美國一間創立五年的刮鬍刀新創公司Dollar Shave Club。
2016年8月16日，聯合利華收購全球知名的空氣淨化技術及解決方案提供商瑞典斯德哥爾摩Blueair，雙方沒有披露交易價值。
2016年9月26日，聯合利華以7亿美元收購美國天然清潔用品供應商Seventh Generation Inc.。
2016年12月16日聯合利華宣布收購一家以科學技術來解決頭髮問題的護髮品牌Living Proof，雙方沒有披露交易價值。
2017年2月17日，卡夫亨氏提出以每股30.23美元現金及0.222股合併後新公司股票，合共每股50美元，斥資1120億英鎊（1430億美元），收購聯合利華。聯合利華拒絕今次收購建議。
2017年4月20日，聯合利華以1.4億美元收購紐約有機和天然調味品生產商Sir Kensington's。
2017年5月18日，聯合利華收購拉美專注護髮和口腔護理的消費品公司 Quala 旗下個人和家庭護理品牌，包括Savital/Savilé（護髮和皮膚清潔）、eGo（男士護髮和造型）、Bio-Expert（護髮）、Fortident（口腔護理）和 Aromatel（織物護理劑）
2017年6月20日，聯合利華宣布已與美妝品牌Hourglass達成收購協議。
2017年9月23日，聯合利華斥資119億南非蘭特（69.73億港元）購入聯合利華在南非子公司的25.75％股權。做為交換，聯合利華則會把它在南非與其它4國的果醬業務出售給Remgro。以公司所持非洲南部果醬業務及49億南非蘭特（3.7億美元）現金作為交換，總值119億南非蘭特（9億美元）。意味公司有關果醬業務估值70億南非蘭特（5.3億美元）
2017年9月26日，聯合利華斥資22.7億歐元（約合27億美元）(約211.38億港元)，向貝恩資本和高盛購入韓國第3大化妝護膚品製造商Carver Korea。Carver Korea擁有AHC化妝品牌，去年銷售額3.21億歐元(3.83億美元)，EBITDA則為1.37億歐元(1.63億美元)。
2017年11月1日，星巴克以3.84億美元向聯合利華出售旗下的茶品牌「泰舒茶」（Tazo）。
2017年12月16日聯合利華同意以68.3億歐羅（80.4 億美元）（631.8億港元)出售牛油及果醬業務予私募基金KKR，被出售的品牌包括Becel、 Flora、Country Crock和Blue Band
2017年12月25日聯合利華收購美国天然香体剂品牌 Schmidt’s Naturals，雙方沒有披露交易價值。
2018年12月聯合利華收購荷蘭素肉食品制造商Vegetarian Butcher
2019年1月30日聯合利華收購環保居家洗滌護理用品品牌 The Laundres，雙方沒有披露交易價值。
2019年2月13日聯合利華從投資公司集團Carlyle手中收購了英國健康零食品牌Graze，具體交易金額尚未公佈。據消息人士透露，此次交易價格在1.5億英鎊左右，
2019年4月12日聯合利華收購寶潔旗下法國和西班牙市場的知名牙膏品牌Fluocaril和Parogencyl倍樂喜
2023年12月18日，联合利华发布将向美国私募股权公司Yellow Wood Partners出售旗下非核心美容和个人护理业务部门Elida Beauty，Elida Beauty业务部门包含旁氏（Ponds）、Caress、TIGI等20余个美容和个人护理品牌。

## 旗下品牌

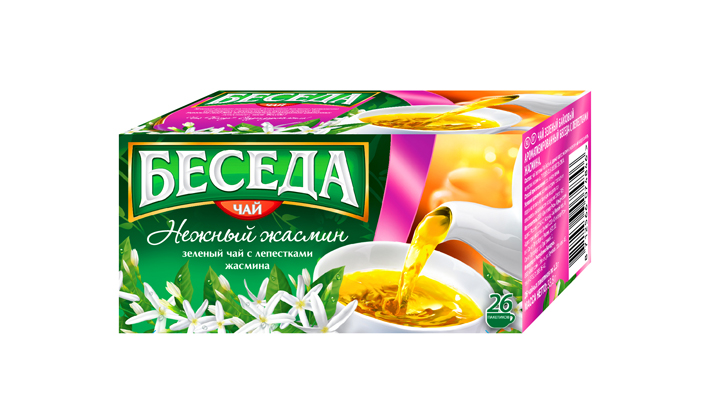
聯合利華茶品

### 家庭护理用品
- 中华牙膏（Zhonghua）：牙膏
- 洁诺（Signal）：牙膏
- 金紡（Comfort）：衣物护理剂
- 奥妙（OMO）：洗衣粉、洗衣皂、洗衣液
- 潔而亮：廚房清洁剂
- 多霸道（英语：Domestos）：潔廁液
- 寶瀅（Persil）：洗衣粉、洗衣液
- 白蘭:洗衣粉、洗衣精、洗衣球

### 个人护理用品
- 力士（LUX）：洗发水、护发素、沐浴露、香皂
- 多芬（Dove）：沐浴露、香皂、洁面乳，洗发水，护发素，身体乳
- 嘉莉絲（Caress）：香皂
- 夏士蓮（英语：Sunsilk）：洗发水、护发素、沐浴露、香皂
- 清扬（；台灣譯CLEAR淨）：洗发乳（洗发水）
- 舒耐（英语：Rexona）：體香劑、抑汗喷雾、抑汗走珠
- 旁氏（POND`S）：护肤品、面霜、洗面乳
- Axe（英语：Axe (brand)）：沐浴露、抑汗香体露
- 凡士林（Vaseline）：防曬露、潤膚霜、润肤露
- 卫宝：沐浴露、香皂、洗手液
- 彩丝美（英语：TRESemmé）：洗发露、护发素
- 圣艾芙（STIVes）：护肤品、乳液、面霜
- 蒂沐蝶（英语：Timotei）：洗髮精、护发素

### 食品饮料类
- 立頓：茶包、奶茶、花草茶、檸檬茶
- 馬麥醬
- 車仔（Rickshaw）：茶包
- 和路雪（Wall's）：雪糕
- 夢龍：雪糕
- Ben & Jerry's: 雪糕
- 保衛爾（英语：Bovril）：牛肉汁
- 家樂牌（[38][39]）（Knorr）：鸡粉、快熟汤、沙拉酱、番茄酱、蚝油、生粉、濃湯寶、鮮露、鷹粟粉、果醬
- 好樂門（英语：Hellmann's and Best Foods）：蛋黃醬
- 老蔡：酱油
- 羅拔臣：啫喱粉、布甸粉
- 泰舒茶
- Yasso凍乳酪

## 主要競爭對手
- 日常消費品
  - 寶潔
  - 高露潔-棕欖
  - 漢高
  - 花王
  - 獅王
- 食品饮料
  - 雀巢
  - 卡夫亨氏
  - 可口可樂[40]

## 外部連結
- 联合利华 （页面存档备份，存于）
- Unilever的Facebook專頁
- Unilever的X（前Twitter）
- YouTube上的Unilever頻道